# Юнусов, Рим Ахметович

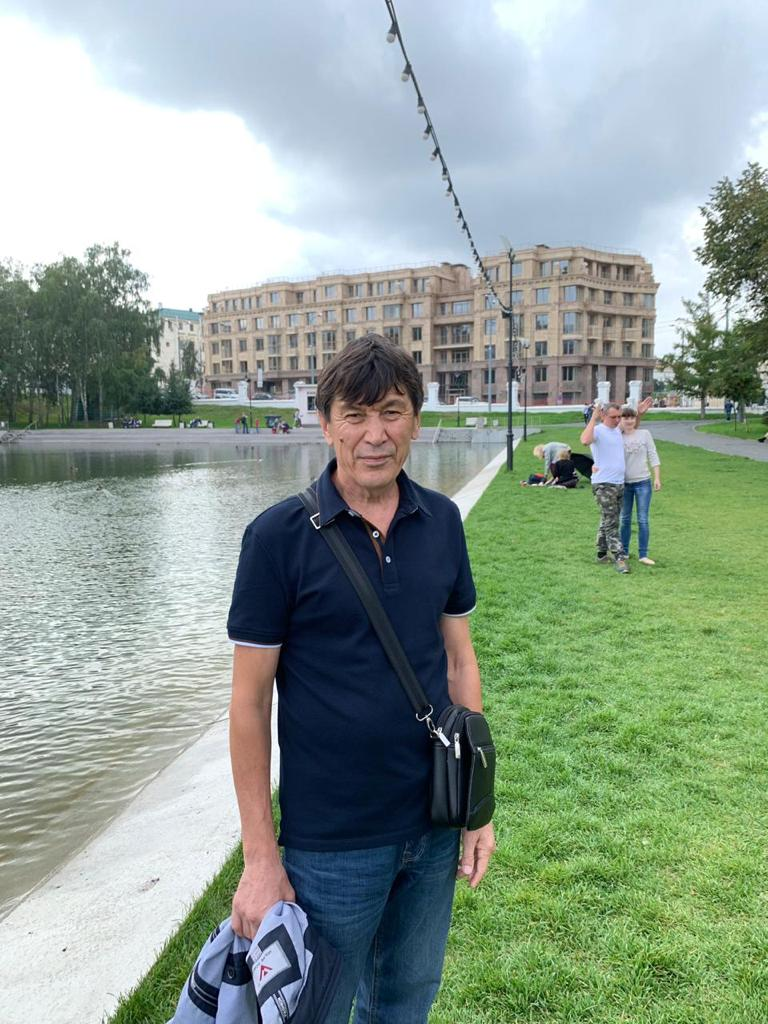
1

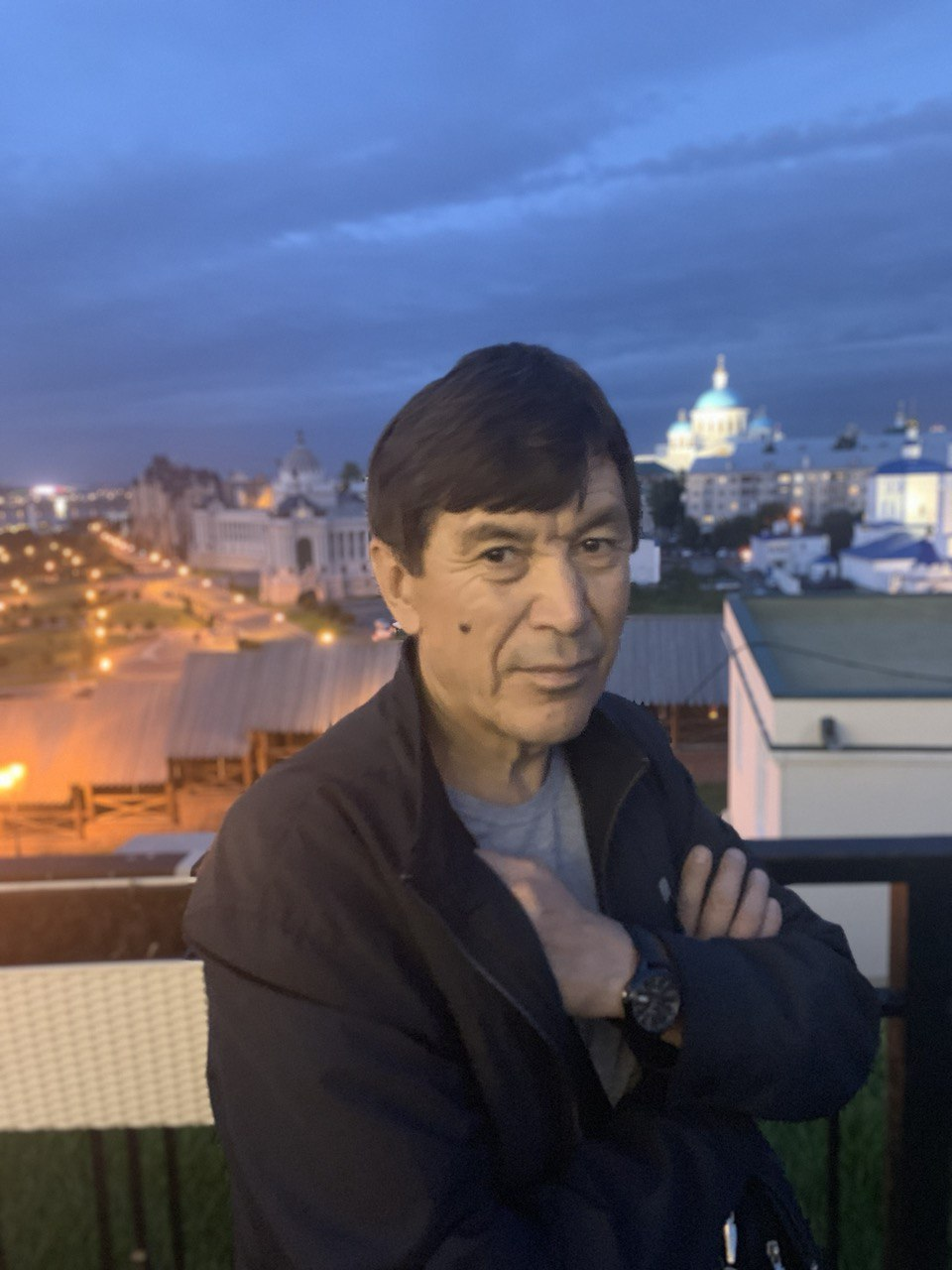
2

Рим Ахметович Юнусов (18 апреля 1954 года, д. Азнагулово Белорецкого района БАССР РСФСР СССР — 27 января 2022 года, г. Стерлитамак, Республика Башкортостан) — советский, российский и башкирский живописец и портретист; организатор арт-движения. Член Союза художников СССР, творческого объединения «Артыш». Лауреат премии имени Мусы Муртазина. В городе Сибай организовал Башкирскую художественную гимназию и общество художников Зауралья
.
Участник республиканских, всероссийских, всесоюзных выставок с 1981 г. Персональные выставки:  Уфа, Сибай, Белорецк (все — 1998). Картинная галерея художника находится в с.Серменево
Работы хранятся в БГХМ им. М. В. Нестерова, Белорецкой картинной галерее, в Музее А. К. Мубарякова (с. Ассы Белорецкого района РБ), в Приморском крае, в частных коллекциях России и за рубежом, в  Башкирском Национальном музее Республики Башкортостан.

## Биография
Родился в деревне Азнагулово Белорецкого района весной 1954 года. Учился в Серменевской средней школе, окончил художественно-графический факультет Магнитогорского пединститута (1980). Жил и работал в городах Уфа, Сибай, Учалы Республики Башкортостан, город Мирный республика Саха (Якутия)  и в Приморском крае.
В 2005 году в селе Серменево художник открыл картинную галерею.  
Скончался 27 января 2022 года в г. Стерлитамак, похоронен в деревне Азнагулово Белорецкого района 

## Творчество
Работал в жанрах портрет, пейзаж, натюрморт. Работ писал с натуры, на исторические темы. Часто приезжал в родную деревню Азнагулово, общался с земляками, слушал рассказы фронтовиков.

## Отзывы
«Через свои картины погружает нас в прошлое башкирского народа».

## Награды
Лауреат республиканских конкурсов среди художников-педагогов Башкортостана (2006, 2010).
Лауреат премии имени Мусы Муртазина (2008).

### На башкирском языке
- Янбаев, И. Мин көнсығыш кешеһе [Текст]: [12 +] / Илфат Янбаев // Яйыҡ. — 1993. — 19 ғин.
- Балтабаева, Г. Күркәм күргәҙмә күңелгә дауа [Текст]: [12 +] / Гүзәлиә Балтабаева // Башҡортостан. — 2004. — 7 авг.
- Мәңгелек миҙгелдәр [Текст]: Рим Юнысов тураһында: [12 +] // Яйыҡ. — 2006. — 18 март.
- Ямалетдин, М. Алыҫ ата — бабалар саҡырыуы [Текст]: [12 +] / Мәүлит Ямалетдин // Яйыҡ. — 2007. — 22 нояб.

### На русском языке
- Белорецкая энциклопедия / [А. В. Апрелков и др.] ; гл. ред. Ф. А. Фаизова. - Белорецк : ИП Абдуллин Р. К., 2007. - 255 с. : ил., цв. ил., портр., цв. портр.; 29 см.; ISBN 978-5-8258-0248-0 (В пер.). С. 231
- Янтурина, Ф. Хранит ли башкир их талисман — «голубой волк»? [Текст]: [12 +] / Ф. Янтурина // Серп и молот. — 1996. — 11 июня.